# Rauvolfia hookeri
Rauvolfia hookeri är en oleanderväxtart som beskrevs av S.R. Srinivasan och V. Chithra. Rauvolfia hookeri ingår i släktet Rauvolfia och familjen oleanderväxter. Inga underarter finns listade i Catalogue of Life.